# ديفيد يونغز
ديفيد يونغز هو شخصية أعمال وسياسي أمريكي، (و. العقد 1820 – 1874 م). نشط حزبياً في الحزب الجمهوري. وقد انتخب عضو جمعية ولاية ويسكونسن ‏.